# Tithorea pseudethra
Tithorea pseudethra är en fjärilsart som beskrevs av Butler 1873. Tithorea pseudethra ingår i släktet Tithorea och familjen praktfjärilar. Inga underarter finns listade i Catalogue of Life.